# Nuuk Centrum
Nuuk Centrum er den indre bydel i Grønlands hovedstad, Nuuk.
Her finder man landets centraladministration samt en række butikker og landets første indkøbscenter, Nuuk Center. Nuup Bussiis busser forbinder bycentret med alle andre kvarterer og bydele.
64°10′30″N 51°44′20″V / 64.17500°N 51.73889°V